# Pápai Egyházi Akadémia
A Pápai Egyházi Akadémia (latinul: Pontificia Ecclesiastica Academia, olaszul: Pontificia Accademia Ecclesiastica) a római katolikus egyház egy felsőoktatási intézménye Rómában. Elnevezésével ellentétben nem tartozik a tudósokat és kutatókat tömörítő pápai akadémiák közé. Elsődleges célja klerikus fiatalok felkészítése az Apostoli Szentszék diplomáciai szolgálatára.

## Története
Az akadémiát 1701-ben alapította Pietro Garagni apát. Eredeti elnevezése Pontificia Accademia dei Nobili Ecclesiastici, azaz Egyházi Nemesek Pápai Akadémiája, kezdetben ugyanis csak nemesi származású fiatalok képzését tervezték. Az alapítást XI. Kelemen pápa hagyta jóvá. 1706-ban költözött ma is használt épületébe, a Palazzo Severoli-ba. XI. Kelemen halála után erős támogatók hiányában az intézmény fennmaradása is bizonytalanná vált. Ez rövid időre megváltozott, amikor 1758-ban XIII. Kelemen pápa személyében első ízben került a pápai trónra az akadémia korábbi növendéke. A helyzet XIII. Kelemen halál után tovább romlott, az akadémiát be is kellett zárni. Újranyitására 1775-ben, VI. Piusz pápatámogatásával került sor. Az ő pontifikátusa alatt az akadémia virágzásnak indult, ám a forradalmat követő francia megszállás idején bezárták, s az oktatás csak 1803-ban indulhatott újra.
XII. Leó pápa trónra kerülésével újra egy egykori tanítvány volt a pápa, aki szintén bőkezűen támogatta az akadémiát. Innen folyamatos fejlődésnek indult, melyet csak az 1849-es forradalom akasztott meg átmenetileg.  A 20. századra egyre nagyobb szerepet kapott a szentszéki diplomácia, s így jólképzett diplomatákra is egyre nagyobb szükség mutatkozott. Ezen igény kielégítéséhez az akadémia megreformálására volt szükség, mely XI. Piusz pápa vezetésével valósult meg. Ekkora kapta az intézmény ma is használt nevét, és került a bíboros-államtitkár közvetlen felügyelete alá. A reformot XII. Piusz pápa fejezte be, aki 1945-ben új szabályzatot adott az akadémiának, mely ma is hatályban van.
Az akadémiára számtalan jelentős egyházi személyiség járt vagy oktatott, többek között XIII. Kelemen, XII. Leó, XIII. Leó, XV. Benedek és Szent VI. Pál. Két magyar növendéke volt: Kada Lajos és Pintér Gábor apostoli nunciusok.
Védőszentje Remete Szent Antal.

## Működése
Az akadémia élén az elnök áll, aki 2019 óta Joseph Marino érsek. Működését a mindenkori bíboros-államtitkár felügyeli, jelenleg Pietro Parolin.
Az akadémiára kizárólag felszentelt katolikus papok nyerhetnek felvételt, akiket általában saját megyéspüspökük ajánl. További elvárás a jelölttel szemben a kánonjogi doktorátus, melyet a képzés ideje alatt is megszerezhet egy római egyetemen (pl. Gregoriana Pápai Egyetem). A jelentkezés felső korhatára 35 év.
A képzés általában 2 évig tart, amely során a fiatalok nemzetközi jogi, diplomáciai, történet- és politikatudományi, valamint közgazdaságtani ismereteket sajátíthatnak el. Ezen kívül nyelvi és információs technológiai képzésben is részesülnek. A hallgatókkal szemben elvárás, hogy a képzés teljesítésekor legalább két szakmai idegen nyelvet ismerjenek. 2020-tól Ferenc pápa utasítására a hallgatóknak kötelező egyéves missziós gyakorlaton részt venniük.